# Distretto di Bozyazı
Il distretto di Bozyazı (in turco Bozyazı ilçesi) è uno dei distretti della provincia di Mersin, in Turchia.
| Controllo di autorità | VIAF (EN) 236598415 |